# Colour by Numbers
Colour by Numbers – album zespołu Culture Club wydany w 1983 roku.

## Lista utworów
Źródło
| Nr  | Tytuł utworu                                   | Autorzy                               | Długość |
| --- | ---------------------------------------------- | ------------------------------------- | ------- |
| 1.  | „Karma Chameleon”                              | O'Dowd / Moss / Craig / Hay / Pickett | 4:12    |
| 2.  | „It's a Miracle”                               | O'Dowd / Moss / Craig / Hay / Pickett | 3:25    |
| 3.  | „Black Money”                                  | O'Dowd / Moss / Craig / Hay           | 5:19    |
| 4.  | „Changing Every Day”                           | O'Dowd / Moss / Craig / Hay           | 3:17    |
| 5.  | „That's The Way (I'm Only Trying to Help You)” | O'Dowd / Moss / Craig / Hay           | 2:45    |
| 6.  | „Church of the Poison Mind”                    | O'Dowd / Moss / Craig / Hay           | 3:32    |
| 7.  | „Miss Me Blind”                                | O'Dowd / Moss / Craig / Hay           | 4:29    |
| 8.  | „Mister Man”                                   | O'Dowd / Moss / Craig / Hay           | 3:36    |
| 9.  | „Stormkeeper”                                  | O'Dowd / Moss / Craig / Hay           | 2:49    |
| 10. | „Victims”                                      | O'Dowd / Moss / Craig / Hay           | 4:56    |
| 11. | „Man-Shake”                                    | O'Dowd / Moss / Craig / Hay           | 2:34    |
| 12. | „Mystery Boy (Suntori Hot Whiskey Song)”       | O'Dowd / Moss / Craig / Hay           | 3:33    |
| 13. | „Melting Pot”                                  | O'Dowd / Moss / Craig / Hay           | 4:31    |
| 14. | „Colour By Numbers”                            | O'Dowd / Moss / Craig / Hay           | 3:57    |
| 15. | „Romance Revisited”                            | O'Dowd / Moss / Craig / Hay           | 5:00    |
|     |                                                |                                       | 57:55   |

Pięć ostatnich utworów dostępnych jest tylko na zremasterowanej edycji albumu z 2003 roku.

## Single
- 1983: "Church of the Poison Mind"
- 1983: "Karma Chameleon"
- 1983: "Victims"
- 1984: "Miss Me Blind"
- 1984: "It's a Miracle"